# Roth (Römhild)
Roth ist ein Ortsteil der Stadt Römhild im Landkreis Hildburghausen in Thüringen.

## Geographie
Roth liegt an den Ausläufern des Großen Gleichbergs. Vom Gleichberg her fließt die Milz, die in zwei Stauseen gestaut wird, durch den Ort in Richtung Simmershausen. Die zwei Stauseen An der oberen Milz und am Am Bruchbach sind in der ganzen Umgebung bekannt und geschätzt zur Erholung und teilweise zum Schwimmen.

## Geschichte
Die erste Erwähnung geht auf das Jahr 1198 zurück, wo es als Wüstung Roda bezeichnet wird. Bei der Einpfarrung der Kirche in Bedheim im Jahr 1321, wurde die kleine Marienkirche in Roth zum ersten Mal erwähnt. Sie steht in der Mitte des Dorfes auf dem ummauerten Friedhof. Die Form des Dorfes entspricht wie die von Gleichamberg einem Haufendorf.
Roth war von 1581 bis 1689 von Hexenverfolgung betroffen. Drei Frauen gerieten in Hexenprozesse.
Am 23. März 1993 wurde Roth in die Gemeinde Gleichamberg eingegliedert.

## Vereine
Im Dorf sind ein Back- und Brauchtumsverein sowie der Sportverein ansässig.